# 王玉 (宣德進士)
王玉（1402年—？），字廷器，山東東昌府高唐州武城縣人，明朝政治人物。

## 生平
順天府鄉試第二名。宣德五年（1430年）丁丑科會試第四十四名，殿試登進士第三甲第五名。選翰林院庶吉士，授檢討，歴陞侍講。擢河南按察司副使。卒于官

## 家族
曾祖父王盛剛，曾任元百戶。祖父王成，贈工部員外郎。父亲王士嘉，曾任任工部郎中。